# وست وبر (یوتا)
وست وبر (به انگلیسی: West Weber) یک منطقهٔ مسکونی در ایالات متحده آمریکا است که در شهرستان وبر، یوتا واقع شده‌است. وست وبر ۱٬۲۹۲ متر بالاتر از سطح دریا واقع شده‌است.